# Mit brennender Sorge

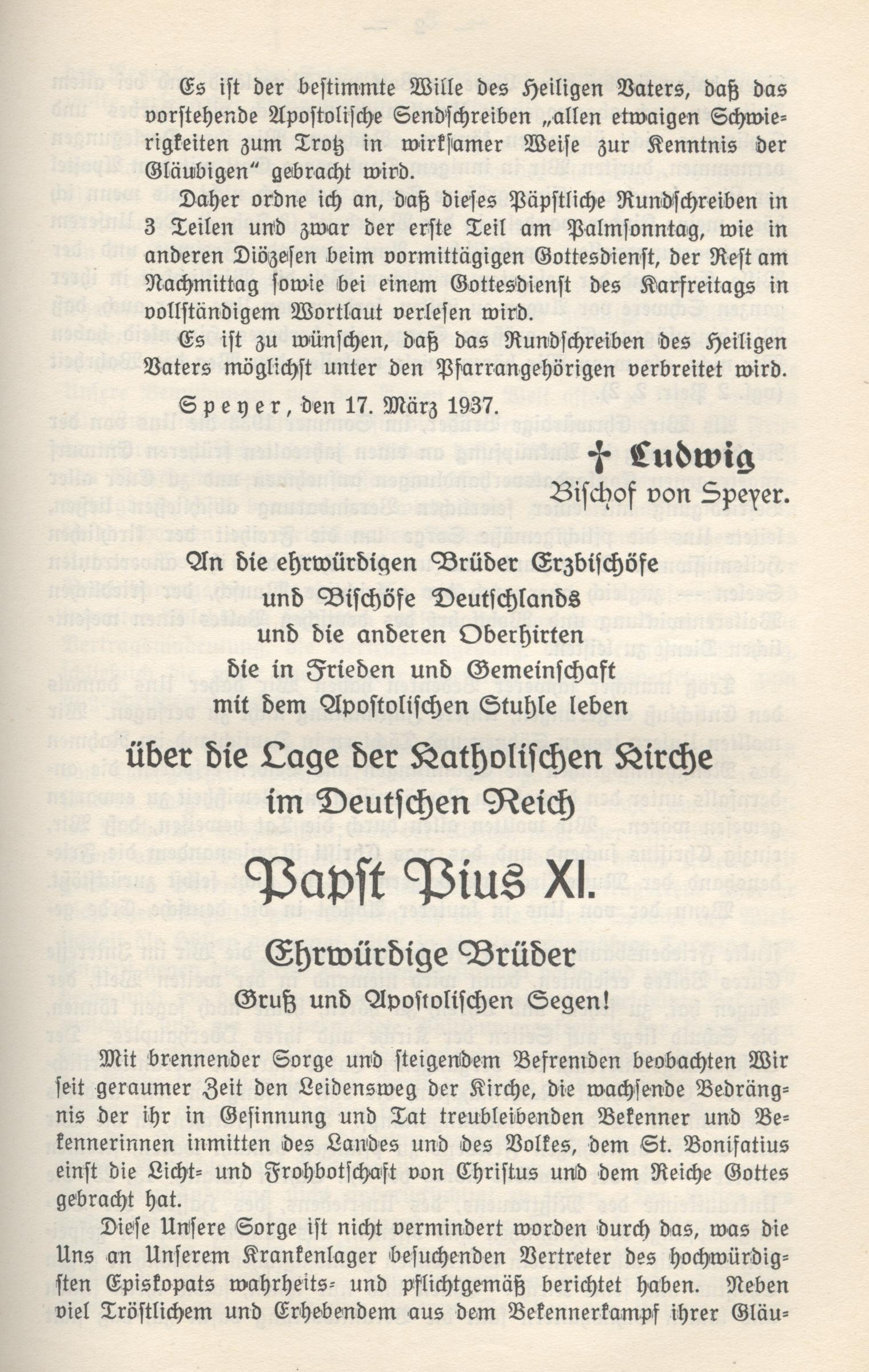

Mit brennender Sorge (укр. З величезною стурбованістю) — енцикліка Папи Пія XI, опублікована 10 березня 1937 року (датована Вербною неділею 14 березня). В енцикліці згадуються порушення угоди з Церквою, і вона містить критику расизму та інших аспектів нацистської ідеології.

## Історія та наслідки
Проект енцикліки підготував кардинал Міхаель фон Фаульхабер, передмову до неї написав кардинал Пачеллі (який став потім Папою Пієм XII). У передмові розглядаються історичні моменти конкордату Католицької Церкви та Третього Рейху. У тексті засуджуються язичницьке коріння ідеології націонал-соціалізму, міфи про расу й кров та помилковість нацистських поглядів про Бога. Документ попереджав католиків про те, що завойовує все більшу популярність нацистська ідеологія, яка ставила одну з рас над іншими, яка несумісна з католицтвом. За словами Мартіна Ронхаймера, Пачеллі додав до проекту, написаного в обережному стилі, наступний абзац:

Якщо хтось зверхньо вип'ячує расу, етнос, державу або їх специфічну форму або іншу фундаментальну цінність людського суспільства — хоч би необхідними і шанованими були їхні функції — над рівнем їх звичайної цінності та робить їх об'єктом поклоніння, то він спотворює і перекручує світ, задуманий і створений Богом.

Карло Фальконі наполягає на тому, що остаточний текст енцикліки був «не стільки посиленням формулювань, запропонованих Фаульхабером, скільки точний і навіть дослівний їх переклад». Згідно Френка Дж. Копе, кардинал Пачеллі підготував проект, який Папі здався слабким і недостатньо сфокусованим на суті, та він замінив його аналізом з більшою часткою критики. Свого часу Папа заявив про те, що авторство енцикліки належить кардиналові Пачеллі. Сам Пачеллі вважав текст енцикліки «компромісом» між дипломатичними міркуваннями і думкою Святого Престолу про те, що він не може мовчати про свої «страхи і побоювання». Мартін Ронхаймер писав, що Mit brennender Sorge вважає расу «фундаментальною цінністю людського суспільства», «необхідною і шанованою», але заперечує проти «вивищення раси, етносу, держави або його специфічної форми» «над рівнем їх звичайної цінності» «і робить їх об'єктом поклоніння». У зв'язку з цим Фаульхабер запропонував внутрішньоцерковний меморандум, де єпископи сповістили би владу про те, що «Церква, слідуючи своїм правилам укладення шлюбів, які залишаються в силі, робить важливий внесок в урядову політику підтримки чистоти раси; тим самим сприяючи здійсненню демографічної політики політичного режиму».
Енцикліка була написана на німецькій мові, тоді як зазвичай офіційні документи Католицької Церкви складаються на латині. Вона була зачитана в усіх католицьких парафіях Німеччини. Про вихід енцикліки не було попереднього повідомлення, і її поширення трималося в секреті, щоб забезпечити безперешкодне її зачитування в усіх католицьких храмах Німеччини. Відмар писав, що за цим послідували переслідування проти Церкви в Німеччині, включаючи «інсценовані процеси над ченцями за фіктивними звинуваченням в одностатевому блуді, з максимальною публічністю». Вольфганг Бенц і Томас Данлоп, навпаки, стверджували, що «монастирські процеси» мали місце в 1935—1937 рр.. Френк Дж. Копа стверджував, що нацистська влада угледіла в папській енцикліці «заклик до боротьби проти Рейху», і що Гітлер був в люті й «обіцяв помститися проти Церкви». За словами католицьких дослідників Елера та Мораля, спочатку нацисти мали намір відреагувати на папське втручання розривом конкордату («але після роздумів уряд не став робити цього»), а в подальшому під час війни відносини двох сторін стабілізувалися. Почасти, це було пов'язано з тим, що після аншлюсу Австрії чисельність католицького населення Рейху зрівнялася з чисельністю протестантською. Після війни конкордат зберігся та статус Церкви був відновлений до статусу, який діяв до приходу нацистів до влади).

## Оцінки
Дослідники розходяться в оцінках ступеня опозиційності енцикліки нацистському режимові. У ній міститься згадка «божевільного і нахабного пророка», і на думку дослідників Бокенкотера і Відмара воно відноситься до Гітлера, і як було написано цими авторами, котрі спиралися на видану в 1967 р. працю Фальконі, в світі «енцикліка стала першим великим офіційним документом, автори якого наважилися критикувати нацизм і засуджувати його». Фальконі також стверджував, що пропозиція А. Гітлерові «оливкової гілки миру» в обмін на відновлення «спокійного процвітання» позбавило документ його «зразкової й благородної непримиренності». Католицький дослідник голокосту Міхаель Фаєр вважав, що енцикліка «засудила расизм (але не Гітлера й націонал-соціалізм, як вважає багато хто)». Інші католицькі дослідники розглядають енцикліку як документ, з яким «бракує бойовитості», оскільки німецький єпископат сподівався встановити якийсь «modus vivendi» з нацистами. Врешті енцикліка вийшла у світ «недостатньо полемічною», а «дипломатично помірною», на відміну від присвяченій італійському фашизмові енцикліки Non Abbiamo Bisogno.